# Landerd
Landerd (anhörenⓘ) war eine Gemeinde in der niederländischen Provinz Noord-Brabant. Die Gemeinde gehörte der städtischen Region Uden-Veghel an. Sie ist am 1. Januar 1994 aus den bisherigen Gemeinden Schaijk und Zeeland, wo sich auch die Gemeindeverwaltung befindet, entstanden.

## Ortsteile
Zu der Gemeinde Landerd zählten drei Ortsteile (in Klammern die Einwohnerzahlen vom 1. Januar 2018):
- Reek (1740)
- Schaijk (6980)
- Zeeland (6620)

## Politik
Die Lokalpartei Maashorst Vooruit konnte sich bei der letzten Kommunalwahl der Gemeindegeschichte durchsetzen und verteidigte damit ihren Wahlsieg aus dem Jahr 2014. In der Legislaturperiode 2018–2022 formt sie eine Koalition mit Progressief Landerd, der Reekse Politieke Partij und der VVD.

### Fusion
Am 8. November 2018 sprachen sich die Gemeinderäte von Landerd und Uden für eine Gemeindefusion zum 1. Januar 2022 aus. Die beiden Gemeinden bilden fortan die neue Gemeinde Maashorst.

### Gemeinderat
Der Gemeinderat wird seit der Gründung von Landerd folgendermaßen gebildet:
| Maashorst Vooruit a          | –  | –  | –  | –  | –  | 4  | 4  |
| Democratisch Schaijk ’97     | –  | 4  | 3  | 3  | 3  | 3  | 4  |
| Progressief Landerd          | –  | 2  | 3  | 3  | 4  | 3  | 3  |
| Reekse Politieke Partij      | 2  | 2  | 3  | 4  | 4  | 3  | 3  |
| CDA                          | 2  | 1  | 1  | 1  | 4  | 3  | 2  |
| VVD                          | 2  | 1  | 1  | 1  | –  | 1  | 1  |
| Zeelands Welzijn             | 3  | 3  | 2  | 2  | –  | –  | –  |
| DrieKern b                   | –  | 2  | 2  | 1  | –  | –  | –  |
| Vooruitstrevend Zeeland      | 2  | –  | –  | –  | –  | –  | –  |
| Algemeen Belang Schaijk Reek | 2  | –  | –  | –  | –  | –  | –  |
| D66                          | 1  | –  | –  | –  | –  | –  | –  |
| PvdA                         | 1  | –  | –  | –  | –  | –  | –  |
| Gesamt                       | 15 | 15 | 15 | 15 | 15 | 17 | 17 |

Anmerkungen

### College van B&W
Die Koalitionsparteien Maashorst Vooruit, Progressief Landerd und Reekse Politieke Partij werden durch jeweils einen Beigeordneten im College van burgemeester en wethouders vertreten, während die VVD hingegen nicht im Kollegium repräsentiert wird. Folgende Personen gehören zum Kollegium:
| Funktion         | Name             | Partei                  | Anmerkung                                 |
| ---------------- | ---------------- | ----------------------- | ----------------------------------------- |
| Bürgermeister    | Marnix Bakermans | parteilos               | seit dem 1. April 2013 im Amt             |
| Beigeordnete     | Ben Brands       | Maashorst Vooruit       | erster Stellvertreter des Bürgermeisters  |
| Beigeordnete     | Moritz Böhmer    | Progressief Landerd     | zweiter Stellvertreter des Bürgermeisters |
| Beigeordnete     | Hans Vereijken   | Reekse Politieke Partij | dritter Stellvertreter des Bürgermeisters |
| Gemeindesekretär | Coen Boode       | –                       | seit April 2017 im Amt                    |

## Persönlichkeiten
- Ran-D (* 1981), niederländischer DJ